# 린웨이 (배우)
린웨이(林煒(임위), 1969년 4월 26일 ~ )는 중화인민공화국 본토 태생의 중화민국 타이완 남성 배우이다.

## 생애
중화인민공화국 톈진에서 출생하였으며 지난날 한때 중화인민공화국 푸젠 성 푸저우에서 잠시 유아기를 보낸 적이 있는 그는 어렸을 때 가족들과 함께 중화민국 타이베이로 이주하였다.
1987년 중화민국에서 광고 모델 첫 데뷔하였고 이듬해 1988년에는 역시 중화민국에서 연극배우 데뷔하였으며 2년 후 1990년 중화인민공화국의 CCTV 방송 텔레비전 드라마에 첫 출연하여 본격 연기자 데뷔하였고 이듬해 1991년 중화민국 TTV 방송 텔레비전 드라마에 첫 출연한 데 이어 같은 해 홍콩 ATV 방송 텔레비전 드라마에 첫 출연하였다. 그로부터 2년 후 1993년 홍콩 영화 《칠협오의지오서료동경(七俠五義之五鼠鬧東京)》의 주연을 통하여 영화배우로 데뷔하였고 3년 후 1996년에는 홍콩 영화 《봉무구천(鳳舞九天)》에 조연하였으며 이어 같은 해 1996년 중화민국 영화 《오서료동경(五鼠鬧東京)》에 주연하였다.
배우자는 홍콩 출신의 배우 쿵쯔언(龔慈恩)이며 그녀와의 사이에서 슬하 1남 1녀가 있다.

## 출연 작품

### 영화
- 청풍자 (2012년)

### 텔레비전 드라마
- 애적영요 (2023년)